# Dannemarie-sur-Crète
Dannemarie-sur-Crète là một xã của tỉnh Doubs, thuộc vùng Bourgogne-Franche-Comté, miền đông nước Pháp.